# Amataltal
Amataltal ist ein Dorf in der Landgemeinde Ingall in Niger.

## Geographie
Das von einem traditionellen Ortsvorsteher (chef traditionnel) geleitete Dorf liegt in der Landschaft Tadrès. Es befindet sich etwa 68 Kilometer südöstlich des Hauptorts Ingall der gleichnamigen Landgemeinde und des gleichnamigen Departements Ingall in der Region Agadez.
Der 800 Hektar große Wald von Amataltal besteht aus in einer Niederung wachsenden Akazien und steht unter Naturschutz.

## Geschichte
Die dänische Entwicklungshilfeagentur DANIDA finanzierte von 1999 bis 2010 Projekte in den Bereichen Bildung, Wasserversorgung, Landwirtschaft und Ernährungssicherheit im Ort. Ihr Engagement beruhte auf der Zusammenarbeit zwischen dem aus Amataltal stammenden Politiker Ghabdouane Mohamed und dem dänischen Sprachwissenschaftler Karl-Gottfried Prasse, nach dem auch eine bilinguale Schule im Dorf benannt wurde.

## Bevölkerung
Bei der Volkszählung 2012 hatte Amataltal 1200 Einwohner, die in 204 Haushalten lebten. Bei der Volkszählung 2001 betrug die Einwohnerzahl 318 in 59 Haushalten.

## Wirtschaft und Infrastruktur
Der bedeutende Viehmarkt von Amataltal wird von Züchtern frequentiert, die hier Vieh für den weiteren Handel verkaufen. Das Dorf liegt an einer Transhumanz-Route, die von Akadané im Süden über Mazababou, Amataltal und Tiguirwit nach Assawas im Norden verläuft. Das Berufsausbildungszentrum Centre de Formation aux Métiers de Amataltal (CFM Amataltal) bietet Studiengänge in Land-, Forst- und Weidewirtschaft und Schneiderei an. Es gibt einen lokalen Bürgerhörfunk (radio communautaire) im Dorf.
Durch Amataltal verläuft die 868 Kilometer lange Nationalstraße 25 zwischen den Städten Niamey und Agadez. Es handelt sich um eine ausgebaute und asphaltierte Straße.